# Robert Haab

Robert Haab 1928/29

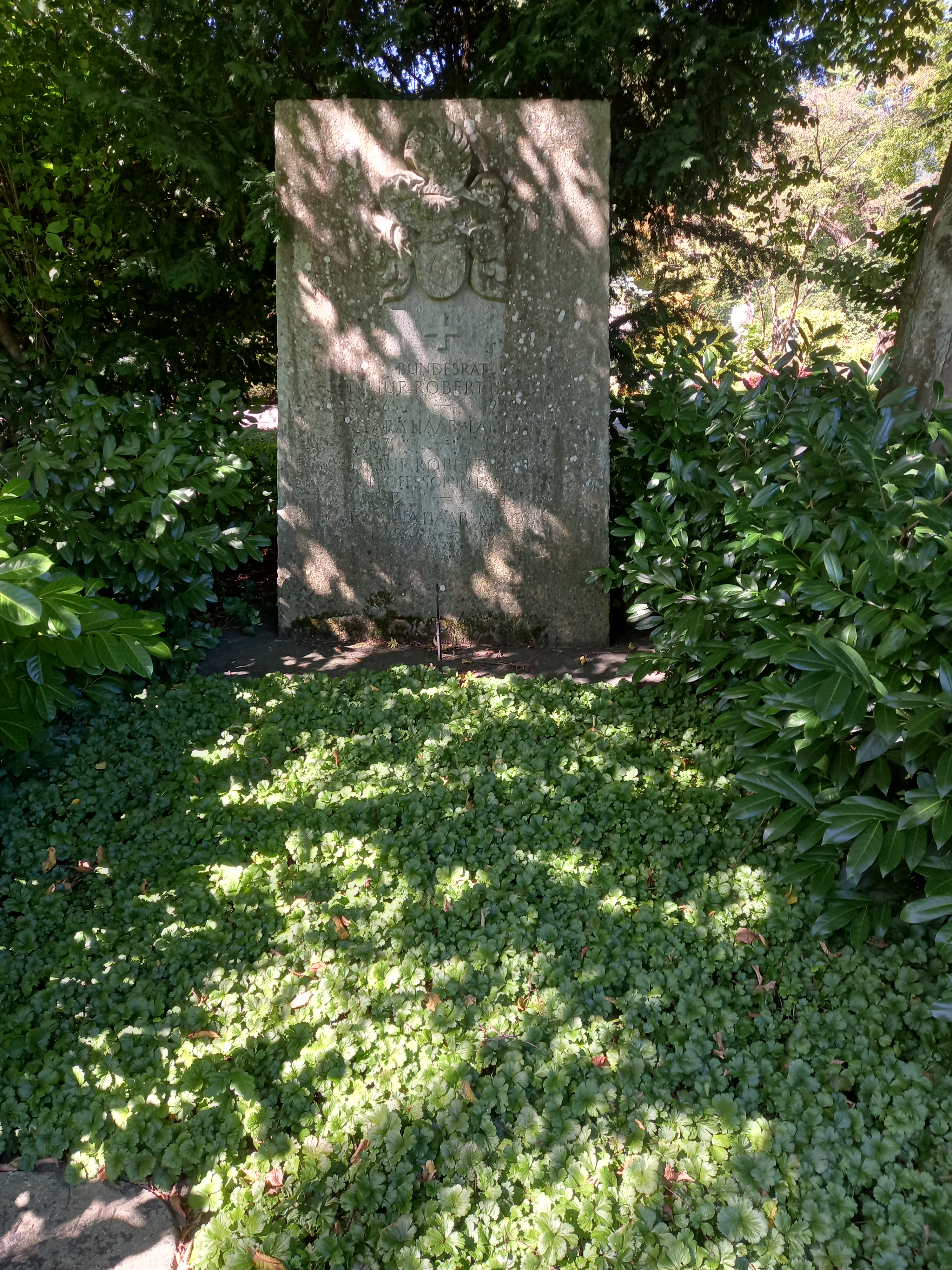
Das Grab von Robert Haab und seiner Ehefrau Clara Landis im Familiengrab auf dem Friedhof Manegg in Zürich

Robert Haab (* 8. August 1865 in Wädenswil; † 15. Oktober 1939 in Zürich; heimatberechtigt in Wädenswil) war ein Schweizer Politiker (FDP) und Richter. Er war von 1899 bis 1908 am Obergericht des Kantons Zürich tätig, von 1912 bis 1917 als Mitglied der Generaldirektion der Schweizerischen Bundesbahnen (SBB). Dazwischen war er Zürcher Regierungsrat, im Jahr 1917 vorübergehend Schweizer Gesandter in Deutschland. Ohne je Mitglied des National- oder Ständerates gewesen zu sein, wurde er 1919 in den Bundesrat gewählt. Bis 1929 stand er dem Post- und Eisenbahndepartement vor. In diesem Amt trieb er die Elektrifizierung des SBB-Streckennetzes voran und baute die Post-, Telefon- und Telegrafenbetriebe aus.

## Biografie

### Studium und Beruf
Der einzige Sohn des Kaufmanns Robert Haab senior und von Elisabeth Stamm besuchte in seinem Geburtsort Wädenswil die Primarschule und die Sekundarschule. Seine gymnasiale Ausbildung erhielt er an der Kantonsschule Rämibühl in Zürich. Nachdem bestandener Matura studierte er Rechtswissenschaft an den Universitäten Zürich, Strassburg und Leipzig. 1888 promovierte er an der Universität Jena mit einer Arbeit über die Geschichte und Dogmatik der Handelsfirma. Nach kurzer Zeit als angestellter Jurist in der Zürcher Kanzlei Honegger & Zuppinger eröffnete er am 1. Juli 1889 sein eigenes Advokaturbüro in Wädenswil. Nach zehnjähriger beruflicher Tätigkeit als selbständiger Rechtsanwalt wurde Haab 1899 zum Richter am Obergericht des Kantons Zürich gewählt. 1908 amtierte er als Obergerichtspräsident.
Im Militär hatte Haab den Rang eines Oberstleutnants. 1892 heiratete er Clara Landis (1871–1924), eine Tochter des Richterswiler Textilindustriellen und Nationalrats Heinrich Landis. Das Paar hatte zusammen drei Kinder. Sein Sohn Robert Haab jr. war später Professor und Rektor der Universität Basel.

### Politik, Verwaltung und Diplomatie
Haabs politische Karriere begann im Jahr 1892 mit der Wahl in den Wädenswiler Gemeinderat, dem er von 1894 bis 1899 als Gemeindepräsident vorstand. 1894 wurde er parallel dazu als Kandidat der FDP in den Kantonsrat des Kantons Zürich gewählt. Diesem gehörte er bis 1902 und erneut von 1906 bis 1908 an. Das Zürcher Volk wählte ihn 1908 in den Regierungsrat, die Exekutive des Kantons. Er leitete zunächst die Justiz-, Polizei- und Militärdirektion, danach die Baudirektion. Gleichzeitig war er 17 Jahre lang in der Direktion der Schweizerischen Südostbahn.
1912 trat Haab als Regierungsrat zurück, da er im Jahr zuvor vom Bundesrat zum Mitglied der Generaldirektion der Schweizerischen Bundesbahnen (SBB) ernannt worden war. Er trat dabei die Nachfolge von Plazid Weissenbach jr. an und leitete die Rechtsabteilung der SBB. Zusätzlich zu dieser Aufgabe betraute ihn der Bundesrat während des Ersten Weltkriegs mit verschiedenen wirtschaftlichen Sondermissionen nach Deutschland und Rumänien. Zu Beginn des Jahres 1917 sandte ihn die Landesregierung als Gesandten nach Berlin, wobei er seinen angestammten Posten bei den SBB beibehielt.
Haab blieb nur wenige Monate als Gesandter in der deutschen Hauptstadt. Nachdem Bundesrat Ludwig Forrer seinen Rücktritt per Ende Jahr bekannt gegeben hatte, war zunächst Ständerat Paul Emil Usteri als Nachfolger im Gespräch, dieser lehnte jedoch ab – genauso wie die Nationalräte Alfred Frey und Hans Sträuli. Die Zürcher FDP schlug daraufhin zwei Kandidaten vor, neben Ständerat Oskar Wettstein auch Robert Haab. Bei der Bundesratswahl am 13. Dezember 1917 erhielt Haab im ersten Wahlgang 163 von 208 gültigen Stimmen, auf Wettstein entfielen 20 Stimmen, auf weitere Personen 23 Stimmen. Haab hatte nicht mit seiner Wahl gerechnet und war deshalb gar nicht im Bundeshaus anwesend. Per Telegramm liess er ausrichten, dass er die Wahl annehme.

### Bundesrat

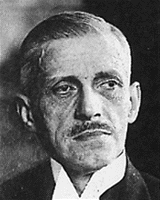
Robert Haab (nicht datiertes Foto)

Am 1. Januar 1918 übernahm Haab die Leitung des Post- und Eisenbahndepartements. Dabei konnte er seine Erfahrungen einbringen, die er bei den SBB gesammelt hatte. Sein Departement musste er durch die schwierige Zeit der letzten Kriegsmonate und der Nachkriegszeit führen. Sein Vorgänger Forrer hatte die Elektrifizierung der Bundesbahnen zu planen begonnen, musste diese Arbeiten aber kriegsbedingt abbrechen. Haab setzte dieses Vorhaben nun in die Tat um; 1928 war bereits mehr als die Hälfte des SBB-Streckennetzes unter Strom. Die mit beispielloser Geschwindigkeit erfolgte Elektrifizierung und damit einhergehende Einbeziehung von Industrie und Gewerbe bewirkte auch eine Eindämmung der damals drohenden Arbeitslosigkeit sowie eine markante Reduktion der Abhängigkeit des Landes von Kohleimporten. Darüber hinaus nahm er eine tiefgreifende Reorganisation der SBB vor, die 1926 abgeschlossen werden konnte.
Haabs Departement erliess wesentliche neue Bestimmungen zum Post- und Fernmeldewesen, mit denen sich die Post-, Telefon- und Telegrafenbetriebe (PTT) zu einem staatlichen Musterbetrieb entwickelten. Die PTT übernahmen 1921 auch die Verantwortung für die Post- und Fernmeldedienste von Liechtenstein und übermittelten ab 1923 die ersten Radiosendungen der Schweiz. 1922 war Haab zum ersten Mal Bundespräsident. In dieser Funktion leitete er die Vorkonferenz der neutralen Staaten für die Konferenz von Genua und eröffnete die Konferenz von Lausanne über einen Friedensvertrag mit der Türkei. Sein zweites Präsidialjahr 1929 war geprägt vom Beginn der Weltwirtschaftskrise. Am 20. September 1929 bestätigte Haab einen zwei Tage zuvor erschienenen Bericht der Tageszeitung Volksrecht, wonach er auf Ende Jahr aus gesundheitlichen Gründen zurücktrete. Seine Nachfolge trat Albert Meyer an.

### Weitere Tätigkeiten
Nach seinem Rücktritt zog Haab zurück nach Zürich und widmete sich gemeinnützigen und kulturellen Anliegen. Unter anderem war er Präsident der Gottfried Keller-Gesellschaft (1932–1939). Darüber hinaus war er Mitglied verschiedener Verwaltungsräte, darunter des Schweizerischen Bankvereins und der Firma Maggi. Auf Ersuchen des Bundesrates übernahm er 1934 das Verwaltungsratspräsidium der Schweizerischen Volksbank. Die Gemeinde Richterswil hatte ihn bereits 1922 zum Ehrenbürger ernannt, 1933 verlieh ihm die Universität Zürich den Ehrendoktortitel in Rechts- und Staatswesen. Am 15. Oktober 1939 starb er im Alter von 74 Jahren, nachdem er schwerkrank von einem Kuraufenthalt im Engadin zurückgekehrt war. Er fand seine letzte Ruhestätte auf dem Zürcher Friedhof Manegg. Der Bildhauer Otto Charles Bänninger schuf 1940 eine überlebensgrosse Bronzestatue zu Ehren Haabs, die in seiner Heimatgemeinde Wädenswil im Rosenmattpark aufgestellt wurde.

## Schriften
- Beitrag zur Geschichte und Dogmatik der Handels-Firma. Heitz, Strassburg 1888 (Digitalisat).